# RAC2
RAC2 (англ. Ras-related C3 botulinum toxin substrate 2 (rho family, small GTP binding protein Rac2)) – білок, який кодується однойменним геном, розташованим у людей на короткому плечі 22-ї хромосоми.  Довжина поліпептидного ланцюга білка становить 192 амінокислот, а молекулярна маса — 21 429.
| 10         |  | 20         |  | 30         |  | 40         |  | 50         |
| ---------- |  | ---------- |  | ---------- |  | ---------- |  | ---------- |
| MQAIKCVVVG |  | DGAVGKTCLL |  | ISYTTNAFPG |  | EYIPTVFDNY |  | SANVMVDSKP |
| VNLGLWDTAG |  | QEDYDRLRPL |  | SYPQTDVFLI |  | CFSLVSPASY |  | ENVRAKWFPE |
| VRHHCPSTPI |  | ILVGTKLDLR |  | DDKDTIEKLK |  | EKKLAPITYP |  | QGLALAKEID |
| SVKYLECSAL |  | TQRGLKTVFD |  | EAIRAVLCPQ |  | PTRQQKRACS |  | LL         |

A: Аланін

C: Цистеїн

D: Аспарагінова кислота

E: Глутамінова кислота

F: Фенілаланін

G: Гліцин

H: Гістидин

I: Ізолейцин

K: Лізин

L: Лейцин

M: Метіонін

N: Аспарагін

P: Пролін

Q: Глутамін

R: Аргінін

S: Серин

T: Треонін

V: Валін

W: Триптофан

Білок має сайт для зв'язування з нуклеотидами, ГТФ. 
Локалізований у цитоплазмі.